# Leon Schlesinger
Leon Schlesinger   (Filadèlfia, 20 de maig de 1884 - Los Angeles, 25 de desembre de 1949) va ser un  productor de cinema nord-americà que va fundar Leon Schlesinger Productions, que més tard es va convertir en l'estudi de dibuixos animats de Warner Bros, durant l'època daurada de l'animació als Estats Units.

## Biografia
Schlesinger va néixer en una família jueva a Filadèlfia, Pennsilvània, el 20 de maig de 1884. El 1909, Schlesinger es va casar amb Bernice K. Schlesinger (née Leona Katz) (15 de setembre de 1882 - 8 de maig de 1966).
Després de treballar com a acomodador en un teatre (inclòs el Palace Theatre de Buffalo, Nova York), actor i gerent, va fundar Pacific Title & Art Studio el 1919, on la major part del seu negoci era produir targetes de títol per a pel·lícules mudes. Quan les pel·lícules sonores van guanyar popularitat el 1929 i 1930, Schlesinger va buscar maneres d'aprofitar-ho per fer negocis. Es diu que va finançar la primera pel·lícula sonora dels germans Warner, The Jazz Singer. Després va firmar un contracte amb l'estudi per produir la nova sèrie Looney Tunes, i al costat dels animadors Hugh Harman i Rudy Ising van crear els dibuixos animats amb el seu personatge Bosko com a protagonista.
Schlesinger era un home de negocis astut amb gran intuïció per reconèixer el talent. Quan Harman i Ising van deixar Warner Bros. amb Bosko el 1934, Schlesinger va fer el seu propi estudi en el conjunt d'edificis de Warner Bros. en Sunset Boulevard, el que es coneixeria com a Termite Terrace. Va atreure animadors d'altres estudis, incloent aquells que se'n van anar amb Harman i Ising. Un d'aquests va ser Friz Freleng, a qui Schlesinger va promoure per fer-se càrrec de la producció de Looney Tunes i per crear la seva sèrie germana, Merrie Melodies, a color. El talent de Freleng va ser demostrat ràpidament, i amb l'entrada a la plantilla de Frederick "Tex" Avery, Carl Stalling i Frank Tashlin la qualitat dels treballs de l'estudi va augmentar. Després Schlesinger contractaria a Bob Clampett, Chuck Jones i Mel Blanc, i aquests homes crearien a personatges tan famosos com Porky, a l'Ànec Daffy i a Bugs Bunny. Schlesinger li va donar als seus empleats gran llibertat en el procés creatiu. Els dibuixos animats van tenir un gran èxit en els cinemes. Schlesinger va vendre seu accions en Pacific Art & Title en 1936 per a concentrar-se en el seu estudi d'animació.
Leon Schlesinger va aparèixer interpretant-se a ell mateix en el curt de 1940 de Freleng You Ought To Be In Pictures, que combinava imatges reals amb animació. En aquest curtmetratge, l'Ànec Daffy, intentant convertir-se a la major estrella de l'estudi, convenç a Porky que hi ha un millor futur treballant en pel·lícules que en els dibuixos animats. Porky va on "el cap" (Schlesinger) i li ho explica.
Schlesinger va continuar sent el cap de l'estudi fins a 1944 quan el va vendre a Warner Bros. Eddie Selzer va assumir la posició de Schlesinger com a productor. Va continuar comercialitzant els personatges i va dirigir la unitat de Serveis de Teatre de Warners, fins a la seva mort el 1949.
Schlesinger també va produir unes pel·lícules Western de Sèrie B en els anys 1930. Després de vendre l'estudi a Warner Bros., Eddie Selzer va assumir el lloc de Schlesinger com a productor.
Schlesinger va morir d'una infecció viral el dia de Nadal de 1949. Està enterrat al mausoleu de Beth Olam dins del cementiri de Hollywood Forever a Hollywood, Califòrnia.